# Isole Elafiti
Le Elafiti (in croato Elafitski otoci) sono un gruppo di isole della Croazia meridionale, situate in prossimità della città di Ragusa in Dalmazia. Dal punto di vista amministrativo appartengono alla regione raguseo-narentana.
Le Elafiti distano circa 15 km dalla costa dalmata e sono allineate parallelamente alla costa in direzione nord-ovest/sud-est, sono separate dalla costa dal canale di Calamotta o Calamota (Koločepski kanal). L'arcipelago si compone di 13 tra isole e isolette (più alcuni scogli), di cui solo le tre maggiori sono abitate: Giuppana, l'Isola di Mezzo e Calamotta.
Il nome dell'arcipelago è di origine greca e significa "Isole dei Cervi" (elafos = cervo). Plinio il Vecchio fu il primo a menzionare queste isole nella sua Naturalis historia.

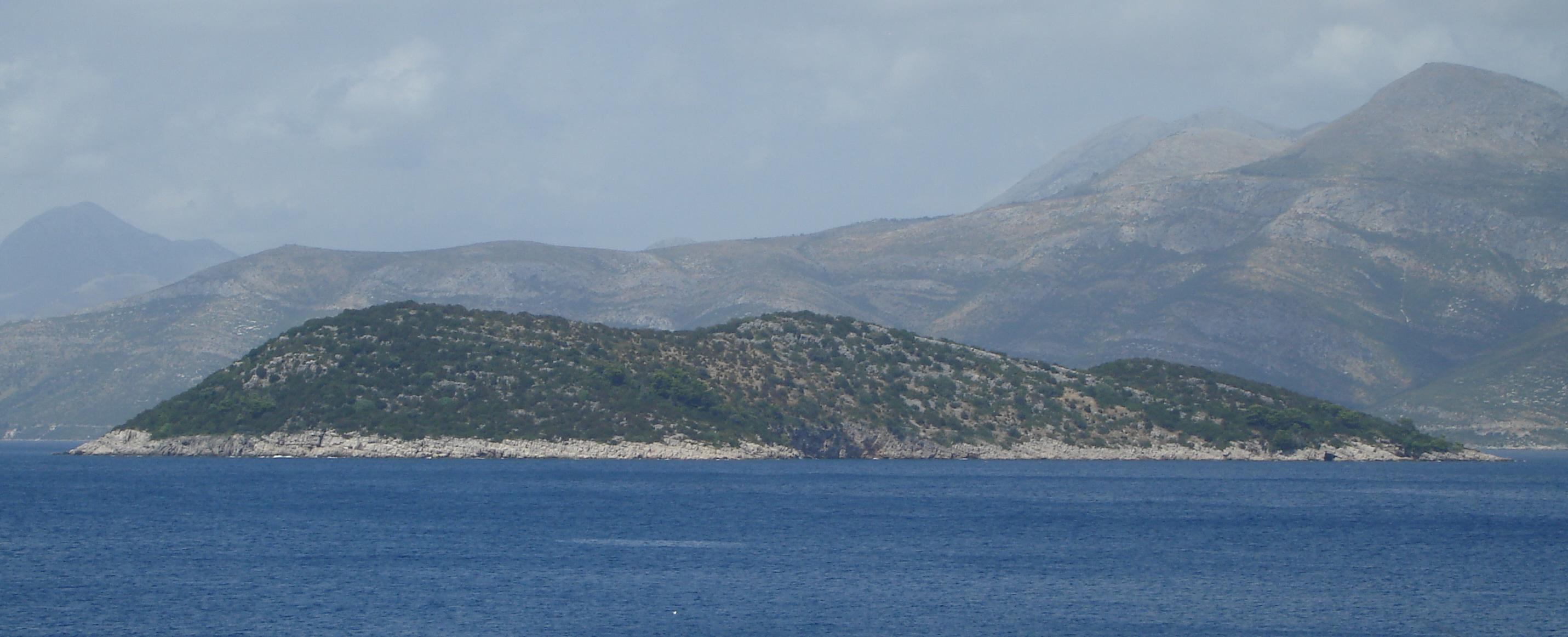
Ruda vista dall'Isola di Mezzo

## Isole
Le Elafiti maggiori sono:
- Giuppana (in croato: Šipan), l'isola maggiore.
- Isola di Mezzo (Lopud), fra Giuppana e Calamotta.
- Calamotta (Koločep).

Le Elafiti minori (elencate da nord-ovest a sud-est) sono:
- Olipa, la più occidentale delle Elafiti, si trova vicina all'estremità sud-orientale della penisola di Sabbioncello.
- Taian (Tajan), a est di Olipa e a nord della punta occidentale dell'isola Liciniana.
- Isola Liciniana (Jakljan), tra Olipa e Giuppana.
- Cerquina (Crkvina), a nord dell'isola Liciniana.
- Isolotto Nudo[5] o Golech[3][6][7] (Goleč), piccolo scoglio allungato a sud-est di Cerquina; ha un'area di 3010 m²[8] 42°45′00″N 17°49′11″E.
- Cosmaz (Kosmeč), a nord-est dell'isola Liciniana.
- Isolotto dei Sorci (Mišnjak), a nord di Giuppana.
- Ruda, a sud-est di Giuppana, tra quest'ultima e l'isola di Mezzo.
- Sant'Andrea (Sveti Andrija), scoglio 3 km a sud dell'isola di Mezzo con un faro costruito nel 1873[9].
- Dassa (Daksa), piccolo isolotto vicino a Ragusa, all'ingresso del porto di Gravosa; sull'isolotto c'è un faro[10].
- Scogli Pettini, a ovest di Ragusa.

### Cartografia
- Carta di cabottaggio del mare Adriatico, foglio XI, Milano, Istituto geografico militare, 1822-1824. URL consultato il 16 febbraio 2017 (archiviato dall'url originale il 13 aprile 2013).
- Giacomo Marieni, Portolano del mare Adriatico, a cura di i.r. Istituto geografico militare, seconda edizione, Vienna, Tipografia dei PP. Mechitaristi, 1845.
- G. Giani, Carta prospettiva delle Comuni censuarie della Dalmazia, foglio 12, 1839. Fondo Miscellanea cartografica catastale, Archivio di Stato di Trieste.